# Nannocharax fasciatus
Nannocharax fasciatus е вид лъчеперка от семейство Distichodontidae. Видът не е застрашен от изчезване.

## Разпространение и местообитание
Разпространен е в Бенин, Буркина Фасо, Гана, Гватемала, Гвинея, Гвинея-Бисау, Демократична република Конго, Камерун, Кот д'Ивоар, Либерия, Мали, Нигер, Нигерия, Сенегал, Сиера Леоне, Централноафриканска република и Чад.
Обитава сладководни басейни и реки.

## Описание
На дължина достигат до 6,6 cm.